# Andrzej Pozorski
Andrzej Pozorski (ur. 21 lutego 1967 w Szczecinie) – polski prokurator, absolwent Wydziału Prawa i Administracji Uniwersytetu Szczecińskiego. Od 2016 zastępca Prokuratora Generalnego–Dyrektor Głównej Komisji Ścigania Zbrodni przeciwko Narodowi Polskiemu. 

## Życiorys
W 1992 roku rozpoczął aplikację prokuratorską w Prokuraturze Wojewódzkiej w Szczecinie. Po ukończeniu aplikacji i asesury rozpoczął pracę jako prokurator Prokuratury Rejonowej Szczecin – Śródmieście. W czasie pracy w Prokuraturze Rejonowej był delegowany do Wydziału I Nadzoru Nad Postępowaniami Przygotowawczymi, a następnie do Wydziału VI Przestępczości Zorganizowanej Prokuratury Wojewódzkiej w Szczecinie. 
W 2001 podjął pracę w Oddziałowej Komisji Ścigania Zbrodni przeciwko Narodowi Polskiemu w Poznaniu, a od 2005 został prokuratorem Oddziałowej Komisji Ścigania Zbrodni przeciwko Narodowi Polskiemu w Szczecinie. Od kwietnia 2015 pełnił obowiązki Naczelnika Oddziałowego Biura Lustracyjnego w Szczecinie. Od 25 maja 2016 zastępca Prokuratora Generalnego–Dyrektor Głównej Komisji Ścigania Zbrodni przeciwko Narodowi Polskiemu.